# Schistidium perichaetiale
Schistidium perichaetiale är en bladmossart som beskrevs av Ochyra in Ochyra och Tamás Pócs 1982. Schistidium perichaetiale ingår i släktet blommossor, och familjen Grimmiaceae. Inga underarter finns listade i Catalogue of Life.